# Olympische Jugend-Sommerspiele 2018/Teilnehmer (Libanon)
| Gelbes Symbol für Goldmedaillen mit stilisierten Olympischen Ringen | Graues Symbol für Silbermedaillen mit stilisierten Olympischen Ringen | Braundes Symbol für Bronzemedaillen mit stilisierten Olympischen Ringen |
| ------------------------------------------------------------------- | --------------------------------------------------------------------- | ----------------------------------------------------------------------- |
| —                                                                   | —                                                                     | —                                                                       |

Die Jugend-Olympiamannschaft aus dem Libanon für die III. Olympischen Jugend-Sommerspiele vom 6. bis 18. Oktober 2018 in Buenos Aires (Argentinien) bestand aus drei Athleten. Sie konnten keine Medaille gewinnen.

## Athleten nach Sportarten
Mädchen
Jungen

### Fechten
- Marie-Joe Abou Jaoudé[1]
Degen Einzel: 12. Platz

### Rudern
- Joy Khoury[2]
Einer: 23. Platz

### Schwimmen
- Ramy El Ghaziri[3]
100 m Rücken: 21. Platz (Vorrunde)